# لاغونا ووودس (كاليفورنيا)

موقع لاغونا ووودس في ولاية كاليفورنيا الأمريكية

لاغونا ووودس (بالإنجليزية: Laguna Woods )‏ هي إحدى مدن مقاطعة أورانج، كاليفورنيا. تم إعطاءها لقب مدينة في 24 مارس، 1999، يبلغ عدد سكانها 16,507 نسمة (2000) بمساحة إجمالية تقدر بـ 8.3 كيلومتر مربع.

## التركيبة السكانية
حدّد مكتب تعداد الولايات المتحدة بيانات التركيبة السكانية للاغونا ووودس في تعداد الولايات المتحدة. في ما يلي، التركيبة السكانية حسب تعدادي 2000 و2010.

### تعداد عام 2000
بلغ عدد سكان لاغونا ووودس 16,507 نسمة بحسب تعداد عام 2000، وبلغ عدد الأسر 11,699 أسرة وعدد العائلات 3,984 عائلة مقيمة في المدينة. في حين سجلت الكثافة السكانية 1,910.5 نسمة لكل كيلومتر مربع (4,948.2/ميل2). وبلغ عدد الوحدات السكنية 12,650 وحدة بمتوسط كثافة قدره 1,464.1 لكل كيلومتر مربع (3,792.0/ميل2).
وتوزع التركيب العرقي للمدينة بنسبة 96.12% من البيض و0.25% من الأمريكيين الأفارقة و0.12% من الأمريكيين الأصليين و2.50% من الأمريكيين ذوي الأصول الآسيوية و0.05% من سكان جزر المحيط الهادئ و0.19% من الأعراق الأخرى و0.78% من عرقين مختلطين أو أكثر و2.06% من الهسبانيون أو اللاتينيون من أي عرق.
بلغ عدد الأسر 11,699 أسرة كانت نسبة 0.5% منها لديها أطفال تحت سن الثامنة عشر تعيش معهم، وبلغت نسبة الأزواج القاطنين مع بعضهم البعض 30.7% من أصل المجموع الكلي للأسر، ونسبة 2.8% من الأسر كان لديها معيلات من الإناث دون وجود شريك، بينما كانت نسبة 0.5% من الأسر لديها معيلون من الذكور دون وجود شريكة وكانت نسبة 65.9% من غير العائلات. تألفت نسبة 62.2% من أصل جميع الأسر من عدة أفراد يعيشون في نفس المنزل ونسبة 57.5% كانت تتألف من شخص يعيش بمفرده يبلغ من العمر 65 عاماً أو أكثر. وبلغ متوسط حجم الأسرة المعيشية 1.40، أما متوسط حجم العائلات فبلغ 2.06.
بلغ العمر الوسطي للسكان 78.0 عاماً. وكانت نسبة 0.6% من القاطنين تحت سن الثامنة عشر، وكانت نسبة 0.2% بين الثامنة عشر والرابعة والعشرين عاماً، ونسبة 2.2% كانت واقعةً في الفئة العمرية ما بين الخامسة والعشرين والرابعة والأربعين عاماً، ونسبة 10.6% كانت ما بين الخامسة والأربعين والرابعة والستين، ونسبة 86% كانت ضمن فئة الخامسة والستين عاماً فما فوق. يوجد لكل 100 أنثى 51.9 ذكر، ويوجد لكل 100 أنثى في الثامنة عشر من عمرها فما فوق 51.7 ذكر.
بلغ متوسط دخل الأسرة في المدينة 30,493 دولارًا، أما متوسط دخل العائلة فبلغ 46,889 دولارًا. وكان متوسط دخل الذكور 56,563 دولارًا مقابل 35,188 دولارًا للإناث. وسجل دخل الفرد الخاص بالمدينة 32,071 دولارًا. وكانت نسبة 2.6% من العائلات ونسبة 6% من السكان تحت خط الفقر، وكان من هؤلاء نسبة 0% تحت سن الثامنة عشر ونسبة 5.8% في الخامسة والستين من العمر وما فوق.

### تعداد عام 2010
بلغ عدد سكان لاغونا ووودس 16,192 نسمة بحسب تعداد عام 2010، وبلغ عدد الأسر 11,302 أسرة وعدد العائلات 3,873 عائلة مقيمة في المدينة. في حين سجلت الكثافة السكانية 1,874.1 نسمة لكل كيلومتر مربع (4,853.9/ميل2). وبلغ عدد الوحدات السكنية 13,016 وحدة بمتوسط كثافة قدره 1,506.5 لكل كيلومتر مربع (3,901.8/ميل2).
وتوزع التركيب العرقي للمدينة بنسبة 87.28% من البيض و0.68% من الأمريكيين الأفارقة و0.15% من الأمريكيين الأصليين و10.03% من الأمريكيين ذوي الأصول الآسيوية و0.06% من سكان جزر المحيط الهادئ و0.56% من الأعراق الأخرى و1.24% من عرقين مختلطين أو أكثر و4.01% من الهسبانيون أو اللاتينيون من أي عرق.
بلغ عدد الأسر 11,302 أسرة كانت نسبة 0.3% منها لديها أطفال تحت سن الثامنة عشر تعيش معهم، وبلغت نسبة الأزواج القاطنين مع بعضهم البعض 29% من أصل المجموع الكلي للأسر، ونسبة 4.3% من الأسر كان لديها معيلات من الإناث دون وجود شريك، بينما كانت نسبة 1% من الأسر لديها معيلون من الذكور دون وجود شريكة وكانت نسبة 65.7% من غير العائلات. تألفت نسبة 61.3% من أصل جميع الأسر من عدة أفراد يعيشون في نفس المنزل ونسبة 53.9% كانت تتألف من شخص يعيش بمفرده يبلغ من العمر 65 عاماً أو أكثر. وبلغ متوسط حجم الأسرة المعيشية 1.42، أما متوسط حجم العائلات فبلغ 2.07.
بلغ العمر الوسطي للسكان 77.0 عاماً. وكانت نسبة 0.3% من القاطنين تحت سن الثامنة عشر، وكانت نسبة 0.3% بين الثامنة عشر والرابعة والعشرين عاماً، ونسبة 1.6% كانت واقعةً في الفئة العمرية ما بين الخامسة والعشرين والرابعة والأربعين عاماً، ونسبة 18.2% كانت ما بين الخامسة والأربعين والرابعة والستين، ونسبة 79.5% كانت ضمن فئة الخامسة والستين عاماً فما فوق. وتوزع التركيب الجنسي للسكان بنسبة 35.5% ذكور و64.5% إناث.

## الموقع الجغرافي
الموقع الجغرافي للمناطق المحيطة بهذه النقطة هو كالتالي: